# Petter Hansson (ishockeyspelare)
Petter Hans Hansson, född 16 maj 1996 i Gislaved, är en svensk professionell ishockeyspelare som spelar för Herning Blue Fox i Superisligaen. Som junior lämnade Hansson moderklubben Gislaveds SK för Linköping HC. Säsongen 2013/14 tog han ett SM-silver med klubbens J18-lag, och säsongen därpå tog han ett SM-brons med Linköping J20. 2014 gjorde han debut med klubbens seniorlag i SHL. Under sin tid i Linköping lånades Hansson också ut till Västerås IK, IK Oskarshamn och Västerviks IK i Hockeyallsvenskan. 2017 lämnade han klubben för spel med Södertälje SK i Hockeyallsvenskan.
2019 lämnade han Sverige för spel i Alps Hockey League med Klagenfurter AC II. Han spelade dock istället större delen av säsongen för EC KAC i EBEL. Säsongen 2020/21 inledde Hansson med att spela en match för GSK Hockey i Hockeytvåan, innan han lämnade klubben för spel med Herning Blue Fox i Superisligaen.
Vid NHL-draften 2015 valdes han i den sjunde rundan som nummer 202 totalt av New York Islanders.

## Karriär

### 2012–2019: Början av karriären
Hansson spelade juniorishockey i moderklubben Gislaveds SK innan han i maj 2012 anslöt till Linköping HC:s juniorverksamhet. Säsongen 2013/14, hans andra i Linköping, tog han ett SM-silver med föreningens J18-lag. Säsongen därpå, då han spelade med Linköping J20 tog han ett brons. Samma säsong debuterade Hansson med Linköpings seniorlag i SHL: han spelade sin första SHL-match den 4 oktober 2014. Hansson fick dock under säsongen inte så mycket speltid med A-laget, men gjorde sin första SHL-poäng den 18 februari 2015 då han assisterade till ett mål av Broc Little i en match mot Brynäs IF. Strax efter säsongens slut, den 17 april 2015, meddelade Linköping HC att man skrivit ett ettårskontrakt med Hansson. Senare under sommaren, i juni 2015, valdes han i NHL-draften av New York Islanders i den sjunde rundan, som nummer 202 totalt.
Efter att ha inlett säsongen 2015/16 med Linköping i SHL, meddelades det i slutet av september 2015 att Hansson lånats ut till Västerås IK i Hockeyallsvenskan. Han gjorde debut i Hockeyallsvenskan den 1 oktober samma år, i en 2–1-seger mot Mora IK. Han spelade sedan ytterligare en match för Västerås innan han återvände till Linköping. I slutet av samma månad förlängde han sitt kontrakt med Linköping med ytterligare ett år. Drygt en månad senare lånades han ut till IK Oskarshamn i Hockeyallsvenskan. I december samma år bröt han båtbenet och fick därmed en stor del av säsongen förstörd. Totalt spelade han sju matcher för Oskarshamn. I mitten av februari 2016 gjorde han comeback, i Linköpings J20-lag, med vilka han tillbringade resten av säsongen.
Säsongen 2016/17 inledde Hansson med Linköping i SHL. I mitten av november 2016 blev han utlånad till Västerviks IK i Hockeyallsvenskan. I sin andra match med laget gjorde han sin första poäng i Hockeyallsvenskan då han assisterade till ett av målen i en 2–3-seger mot IK Pantern. Han spelade större delen av säsongen med Västervik, där han i grundseriens sista match gjorde sitt första mål i Hockeyallsvenskan, på Niklas Rubin, i en 5–3-förlust mot Tingsryds AIF. På 28 grundseriematcher med Västervik noterades han för nio poäng (ett mål, åtta assist). Med Linköping spelade han 22 matcher i grundserien och noterades för en assistpoäng. I början av april 2017 meddelades det att Hansson lämnat Linköping.
I maj 2017 bekräftades det att Hansson skrivit ett tvåårsavtal med Södertälje SK i Hockeyallsvenskan. Under sin första säsong i klubben stod han för ett mål och två assistpoäng på 51 grundseriematcher. I sin andra säsong med Södertälje meddelade klubben den 9 oktober att man lånat ut Hansson under en treveckorsperiod till Huddinge IK i Hockeyettan. Totalt spelade han fem matcher för klubben och stod för en assistpoäng. Totalt spelade Hansson 36 matcher för Södertälje i Hockeyallsvenskan, där han noterades för tre mål och tre assistpoäng. Den 25 april 2019 meddelade klubben att man inte förlängt avtalet med Hansson.

### Från 2019: Spel utomlands
Den 30 augusti 2019 meddelades det att Hansson lämnat Sverige för spel med den österrikiska klubben Klagenfurter AC II i Alps Hockey League. Han spelade dock endast fem matcher för laget och tillbringade istället den större delen av säsongen i Österrikes högsta serie, EBEL, med EC KAC där han noterades för ett mål och två assistpoäng på 41 grundseriematcher.
Den 20 oktober 2020 meddelades det att Hansson skrivit ett tillsvidarekontrakt med GSK Hockey i Hockeytvåan. Han spelade endast en match för klubben, där han stod för ett mål och en assist, innan det den 24 oktober bekräftades av den danska klubben Herning Blue Fox i Metal Ligaen att man skrivit ett korttidsavtal med Hansson. Hansson stannade kvar i klubben säsongen ut och stod för 27 poäng på 34 grundseriematcher, vilket gjorde honom till lagets poängmässigt bästa back. Den 23 juli 2021 meddelades det att Hansson förlängt avtalet med Blue Fox med ytterligare en säsong. Den följande säsongen var Hansson Hernings näst bästa back poängmässigt med 25 poäng på 43 grundseriematcher. Laget slutade på tredje plats i grundserien och förlorade sedan kvartsfinalserien mot Rungsted Seier Capital med 4–1 i matcher.
Den 13 juli 2022 stod det klart att Hansson förlängt sitt avtal med Blue Fox med ytterligare en säsong. Han spelade sedan endast två grundseriematcher av säsongen 2022/23 innan han ådrog sig en skada som höll honom från spel återstoden av säsongen. Den 5 juli 2023 bekräftades det att Hansson förlängt avtalet med klubben med ytterligare en säsong. Laget slutade på andraplats i grundserien och Hansson var lagets näst bästa back poängmässigt med 25 poäng på 45 matcher. Med sju gjorda mål vann han den interna skytteligan bland backarna. I det följande slutspelet slogs Blue Fox ut i semifinal av Sønderjyske ishockey med 4–2 i matcher. I de efterföljande matcherna om tredjepris föll man åter, mot Aalborg Pirates med totalt 6–5. I slutspelet var Hansson, tillsammans med Oliver Kjær och William Pelletier, den spelare med flest assistpoäng (14).
Hansson skrev under sommaren 2024 ett nytt ettårsavtal med Herning Blue Fox, vilket bekräftades den 28 juni. Han utsågs inför säsongen 2024/25 till en av lagets assisterande kaptener. Näst efter Emil Kristensen var han lagets poängmässigt bästa back och gjorde sin poängmässigt bästa säsong som seniorspelare. På 42 matcher noterades han för 31 poäng, varav sex mål. Laget vann grundserien och tog sig därefter till final i slutspelet där man dock förlorade mot Odense Bulldogs med 4–1 i matcher. Den 24 juli 2025 meddelades det att Hansson förlängt sitt kontrakt med klubben med ytterligare en säsong.

## Statistik
| 2011–12                  | Gislaveds SK             | Div. 1                   | 20  | 0  | 0  | 0   | 0  | 2  | 0 | 0  | 0  | 0  |
| 2014–15                  | Linköping HC             | SHL                      | 15  | 0  | 1  | 1   | 2  | 1  | 0 | 0  | 0  | 0  |
| 2015–16                  | Linköping HC             | SHL                      | 8   | 0  | 0  | 0   | 0  | —  | — | —  | —  | —  |
| 2015–16                  | Västerås IK              | HA                       | 2   | 0  | 0  | 0   | 0  | —  | — | —  | —  | —  |
| 2015–16                  | IK Oskarshamn            | HA                       | 7   | 0  | 0  | 0   | 0  | —  | — | —  | —  | —  |
| 2016–17                  | Linköping HC             | SHL                      | 22  | 0  | 1  | 1   | 2  | —  | — | —  | —  | —  |
| 2016–17                  | Västerviks IK            | HA                       | 28  | 1  | 8  | 9   | 14 | 5  | 0 | 2  | 2  | 0  |
| 2017–18                  | Södertälje SK            | HA                       | 51  | 1  | 2  | 3   | 14 | 5  | 0 | 1  | 1  | 2  |
| 2018–19                  | Södertälje SK            | HA                       | 36  | 3  | 3  | 6   | 49 | —  | — | —  | —  | —  |
| 2018–19                  | Huddinge IK              | Div. 1                   | 5   | 0  | 1  | 1   | 0  | —  | — | —  | —  | —  |
| 2019–20                  | Klagenfurter AC II       | Alps HL                  | 5   | 0  | 2  | 2   | 4  | —  | — | —  | —  | —  |
| 2019–20                  | EC KAC                   | EBEL                     | 41  | 1  | 2  | 3   | 14 | 3  | 0 | 1  | 1  | 2  |
| 2020–21                  | GSK Hockey               | Div. 2                   | 1   | 1  | 1  | 2   | 0  | —  | — | —  | —  | —  |
| 2020–21                  | Herning Blue Fox         | Superisligaen            | 34  | 4  | 23 | 27  | 18 | 4  | 0 | 1  | 1  | 8  |
| 2021–22                  | Herning Blue Fox         | Superisligaen            | 43  | 9  | 16 | 25  | 16 | 4  | 0 | 2  | 2  | 0  |
| 2022–23                  | Herning Blue Fox         | Superisligaen            | 2   | 0  | 1  | 1   | 0  | —  | — | —  | —  | —  |
| 2023–24                  | Herning Blue Fox         | Superisligaen            | 45  | 7  | 18 | 25  | 14 | 12 | 0 | 14 | 14 | 6  |
| 2024–25                  | Herning Blue Fox         | Superisligaen            | 42  | 6  | 25 | 31  | 20 | 12 | 2 | 7  | 9  | 4  |
| Superisligaen totalt     | Superisligaen totalt     | Superisligaen totalt     | 166 | 26 | 83 | 109 | 68 | 32 | 2 | 24 | 26 | 18 |
| Hockeyallsvenskan totalt | Hockeyallsvenskan totalt | Hockeyallsvenskan totalt | 124 | 5  | 13 | 18  | 77 | 10 | 0 | 3  | 3  | 2  |
| SHL totalt               | SHL totalt               | SHL totalt               | 45  | 0  | 2  | 2   | 4  | 1  | 0 | 0  | 0  | 0  |